# Siêu máy tính cỡ nhỏ
Siêu máy tính cỡ nhỏ (minisupercomputers) là một dòng máy tính xuất hiện vào giữa thập kỉ 1980. Khi việc tính toán khoa học dùng bộ xử lý vector trở nên phổ biến hơn, nhu cầu sử dụng hệ thống giá thành thấp để dùng ở cấp độ phòng ban thay vì ở cấp độ doanh nghiệp mang đến cơ hội cho các nhà kinh doanh máy tính mới bước vào thị trường. Nhìn chung, mục tiêu về giá cả của các máy tính nhỏ hơn này là 1/10 các siêu máy tính lớn hơn. Đặc trưng của các máy tính này là sự kết hợp giữa xử lý vector và đa xử lý cỡ nhỏ (small-scale).
Sự xuất hiện của máy trạm khoa học với giá còn thấp hơn nữa dựa trên bộ vi xử lý cùng với đơn vị dấu chấm động (floating point unit, FPU) hiệu năng cao vào thập kỉ 1990 (như R8000 của hãng MIPS và POWER2 của hãng IBM) đã xoá bỏ nhu cầu của dòng máy tính này.

## Một số công ty siêu máy tính cỡ nhỏ đáng chú ý
- Alliant Computer Systems (thành lập năm 1982 với tên Dataflow Systems; phá sản năm 1992)
- Convex Computer (thành lập năm 1982 với tên Parsec; được Hewlett-Packard mua lại vào năm 1995)
- Floating Point Systems (thành lập năm 1970; được Cray Research mua lại vào năm 1991)
- Multiflow Computer (thành lập năm 1984; ngừng hoạt động năm 1990)
- Scientific Computer Systems (thành lập năm 1983; chuyển sang phát triển mạng tốc độ cao năm 1989; hiện không còn tồn tại)
- SuperTek (được Cray Research mua lại vào năm 1989)